# الحقيقة (كتاب)
عن الحقيقة هو كتاب من تأليف هاري فرانكفورت عام 2006، وهو متابعة لمقاله عام 1986، عن هراء. إنه يطور الحجة القائلة بأن الناس يجب أن يهتموا بالحقيقة، بغض النظر عن نيتهم بأن يكونوا صادقين. وتجنب صراحة تعريف «الحقيقة» بما يتجاوز المفهوم الشائع، والذي هو أن الحقيقة ما يتوافق مع الواقع.